# Cor pulmonale
Cor pulmonale, viene del latín cor o cordis que significa corazón, y pulmonale que significa pulmonar. Es un término médico que se refiere a una enfermedad cardíaca pulmonar, y se define como una dilatación y/o hipertrofia del ventrículo derecho a consecuencia de problemas en la vasculatura o el parénquima pulmonar y puede conducir a insuficiencia cardíaca derecha. El término se usa para describir cambios en la estructura y función del ventrículo derecho como resultado de un desorden respiratorio que produzca hipertensión pulmonar. La hipertrofia del ventrículo derecho es el cambio principal en el cor pulmonale crónico y dilatación del ventrículo en los casos agudos, ambos consecuencia de un incremento de presión en el ventrículo derecho del corazón. Sin tratamiento, el cor pulmonale puede causar insuficiencia cardíaca derecha y muerte.

## Etiología
Para que una alteración del ventrículo derecho sea clasificada como cor pulmonale, el origen de la anomalía debe encontrarse bien en el sistema de circulación pulmonar o bien en el parénquima pulmonar, produciéndose en cualquier caso una hipertensión arterial pulmonar (HTAP). Las causas principales de HTAP son:
1. enfermedades que producen la oclusión de la red vascular pulmonar: tromboembolismo pulmonar recurrente, hipertensión pulmonar primaria, enfermedad veno-oclusiva, enfermedad del colágeno vascular o enfermedades pulmonares inducidas por drogas;
2. enfermedades que producen vasoconstricción pulmonar hipóxica crónica, como ocurre en la bronquitis crónica, la enfermedad pulmonar obstructiva crónica (EPOC), la fibrosis quística, la hipoventilación crónica (que tiene lugar en la obesidad, las enfermedades neuromusculares como la distrofia muscular de Duchenne o la disfunción de la pared torácica), o en las personas que viven en altitud;
3. enfermedades que producen alteraciones del parénquima pulmonar, como ocurre en la bronquitis crónica, la EPOC, la bronquiectasia, la fibrosis quística, las neumoconiosis, la sarcoidosis o la fibrosis pulmonar idiopática.

El compromiso del ventrículo derecho causado por un defecto sistémico, diferente al sistema respiratorio, no es considerado cor pulmonale, debe ser de origen pulmonar subyacente.
La prevalencia del cor pulmonale es difícil de definir, porque no todos los casos de enfermedad pulmonar desarrollan cor pulmonale, la capacidad de diagnosticar la HTAP mediante el examen físico de rutina es baja y los tests de laboratorio son relativamente poco sensibles. Sin embargo, avances recientes en imaginería con ecografía Doppler y biomarcadores hace más fácil el diagnóstico del cor pulmonale.
Según la agudeza y la severidad del estímulo que genera la disfunción cardíaca, se puede distinguir:
- Cor pulmonale agudo: ocurre tras un estímulo repentino y severo, que produce dilatación y fallo del ventrículo derecho, pero no hipertrofia; puede ser producido por:
  - Embolismo pulmonar masivo.
  - Maligno: carcinomatosis miliar, linfangitis carcinomatosa.
  - Empeoramiento del cor pulmonale crónico.
- Cor pulmonale crónico: se produce a causa de un aumento progresivo y lento de la HTAP, que conduce a la hipertrofia y dilatación del ventrículo derecho; puede generarse a causa de:
  - Enfermedad obstructiva crónica (EPOC), como bronquitis crónica y enfisema, en la que la alteración de la estructura alveolar y la consecuente insuficiencia respiratoria representa el inicio del cor pulmonale.[2]
  - Pérdida de tejido pulmonar por razones traumáticas o quirúrgicas.
  - Pneumocistitis terminal.
  - Escoliosis, especialmente con desviación severa de la columna, lo cual interfiere con el desarrollo normal de los pulmones. Dicha restricción respiratoria causa hipoxemia, hipercapnia con subsecuente vasoconstricción pulmonar e hipertrofia del ventrículo derecho.[3]
  - Sarcoidosis por fibrosis del parénquima pulmonar en una pequeña porción de los pacientes (aprox. 5 %).[4]

## Fisiopatología
Como se indica en el apartado "Etiología", existen muchas patologías diferentes que pueden producir cor pulmonale, pero todas ellas tienen en común la generación de hipertensión arterial pulmonar (HTAP), suficiente para generar la dilatación del ventrículo derecho, con o sin hipertrofia asociada.
Anatómicamente, el ventrículo derecho tiene una pared delgada, con una compliancia elevada, por lo que está mejor preparado para adaptarse a variaciones de volumen que a variaciones de presión. Por ello, cuando se produce un aumento de la presión pulmonar (HTAP) y un aumento de la resistencia vascular pulmonar, el ventrículo derecho no puede desarrollar la fuerza suficiente como para superar dicho aumento, por lo cual se dilata (en los casos agudos) o se hipertrofia (en los casos crónicos), pudiendo llegar a fallar.
La severidad de la HTAP y el fallo del ventrículo derecho están influidos por múltiples factores que pueden producirse de manera intermitente, como hipoxia secundaria a alteraciones en el intercambio gaseoso, hipercapnia y acidosis, además de cambios en la sobrecarga de volumen del ventrículo derecho que se producen con el ejercicio, con el aumento del ritmo cardíaco, la policitemia o la retención de sales debido a una disminución del gasto cardíaco.

## Manifestaciones clínicas

### Síntomas
Generalmente están asociados al problema pulmonar de fondo. El síntoma más común es disnea (dificultad para respirar), debido a que hay un aumento del trabajo necesario para respirar, a consecuencia de los cambios en la elasticidad del pulmón (como ocurre en la fibrosis) o a modificaciones en la mecánica respiratoria (como sucede en la EPOC), y ambos pueden verse agravados por un incremento de la hipoxemia. La hipoxemia pulmonar puede generarse por una disminución de la permeabilidad de los capilares, por desequilibrios ventilación-perfusión o por la presencia de un shunt cardíaco o pulmonar.
La presencia de ortopnea o disnea paroxística nocturna son raramente síntomas aislados de fallo cardíaco derecho. Pero si se presentan, indican que hay un aumento del trabajo respiratorio en el decúbito. También puede presentarse tos o síncope en pacientes con cor pulmonale con HTAP severa, debido a la incapacidad del corazón derecho de bombear sangre a través de los pulmones hacia el corazón izquierdo. También puede presentarse dolor abdominal y ascitis, así como edema de las extremidades inferiores.

### Signos
Muchos de los signos que se encuentran en los pacientes con cor pulmonale también se encuentran en pacientes con una fracción de eyección reducida: taquipnea, presión venosa yugular elevada, hepatomegalia y edema en las extremidades inferiores. Además, el ventrículo derecho puede palparse a lo largo del borde izquierdo del esternón o en el epigastrio. En el cor pulmonale, la aparición de cianosis es un evento tardío, secundario a una reducción del gasto cardíaco con vasoconstricción sistémica y desequilibrio ventilación-perfusión en el pulmón.

### Edema agudo de pulmón
La causa más común del edema pulmonar agudo es el aumento de la presión capilar (desequilibrio de las fuerzas de Starling) en la microvasculatura pulmonar, causando fuga plasmática hacia el espacio intersticial. Cualquier evento que curse con hipertensión venosa pulmonar ocasionará una congestión venosa y un aumentado volumen de sobrecarga al ventrículo derecho. La incapacidad del ventrículo derecho de expandir para adaptarse a ese incrementado volumen aumenta aún más el volumen venoso, y por ende retrógrada, la presión capilar. La fuga de plasma por una mayor presión hidrostática en el capilar pulmonar que en el espacio intersticial acumula líquido en el parénquima pulmonar. La suma de estas anormalidades en el pulmón y su circulación vascular es la complicación más importante producido por el edema pulmonar en la instalación del cor pulmonale.

## Complicaciones
El cor pulmonale retrasa el flujo de la sangre desde la circulación venosa hacia la arterial.
En la congestión, la sangre se acumula en el sistema venoso, incluyendo la vena hepática. La congestión prolongada de sangre en la región centro-lobulillar del hígado conlleva a hipoxia y cambios grasos de los hepatocitos periféricos, produciendo agrandamiento voluminoso del hígado, llegando a tener hasta el doble del volumen de sangre. El aspecto cianótico combinado con islotes grasos amarillentos le da la apariencia al hígado de nuez moscada. Primero el hígado se congestiona, aumenta de tamaño, se vuelve cianótico y los sinusoides, en especial en la zona centrolobulillar, se repletan de sangre. Comienza también una infiltración grasosa que termina por darle el tinte amarillento final. De persistir la deficiencia de la circulación pulmonar, se instala en las trabéculas del hígado una atrofia que suele ser cianótica. Con el tiempo se agrega una acumulación fibrótica (cicatrización) que tiende a reducir al hígado de tamaño y a endurecerlo.
Un proceso patológico similar ocurre en los riñones y el bazo: congestión sanguínea, atrofia cianótica y endurecimiento.
En los pulmones, la hiperemia produce ingurgitación capilar, edema en el intersticio pulmonar y, como consecuencia, fibrosis entre los alvéolos y la matriz capilar, traduciéndose en trastornos de la relación perfusión y ventilación pulmonar. El pulmón adopta una consistencia dura y (macroscópicamente) de color "rojo morena".
El cor pulmonale puede también llevar a insuficiencia cardíaca congestiva (ICC), empeorando la respiración por razón del edema pulmonar, hinchazón de las piernas debido a edema en la periferia y hepatomegalia congestiva y dolorosa. La ICC es un indicador negativo en el pronóstico del cor pulmonale.

## Diagnóstico
La causa principal de fallo cardíaco derecho no es la disfunción de la vasculatura o el parénquima pulmonar, sino el fallo cardíaco izquierdo. Por ello, es importante evaluar la posible disfunción del ventrículo izquierdo en un paciente con síntomas de fallo cardiaco derecho. Varios exámenes son de utilidad para el diagnóstico del cor pulmonale:
- Electrocardiograma (ECG): los pacientes con HTAP severa muestran una onda P pulmonar, una desviación del eje derecho e hipertrofia del ventrículo derecho.
- Ecocardiograma: útil para determinar el grosor del ventrículo derecho y las dimensiones de las cámaras cardíacas, así como la anatomía de las válvulas.
- Ecografía Doppler: para verificar la presión arterial pulmonar.
- Radiografía de tórax: puede mostrar un agrandamiento de la arteria pulmonar principal, los vasos del hilio pulmonar y la arteria pulmonar descendente derecha.
- TAC del tórax: útil en el diagnóstico de tromboembolia pulmonar aguda; además, es el método más fiable para diagnosticar enfisema y enfermedad intersticial pulmonar.
- Pruebas de función pulmonar.
- Gases sanguíneos.
- Cateterización de Swan-Ganz: el cateterismo del ventrículo derecho permite confirmar el diagnóstico de HTAP y excluir la presión elevada del ventrículo izquierdo como causa del fallo del ventrículo derecho.
- Biopsia (rara).

## Tratamiento
La eliminación de la causa es la intervención más importante. En el embolismo pulmonar, se apela a trombólisis (disolución enzimática del coágulo sanguíneo), en particular si hay trastornos del ventrículo derecho. En la EPOC, la terapia con oxígeno a larga duración puede mejorar el cor pulmonale.
Los principios generales de tratamiento del cor pulmonale incluyen la reducción del trabajo respiratorio, mediante ventilación mecánica no invasiva, broncodilatadores y esteroides, además de tratar las infecciones subyacentes. Una oxigenación adecuada (saturación de oxígeno 90-92 %) también permite reducir la resistencia vascular pulmonar y reducir la demanda sobre el ventrículo derecho. Los pacientes anémicos necesitan una transfusión y si el hematocrito excede 65 % debe efectuarse una flebotomía para reducir la HTAP.
El edema requiere diuréticos (reduciendo el sobreuso del corazón), a veces nitratos para mejorar el flujo sanguíneo, inhibidores de la fosfodiesterasa como sildenafil y tadalafil, y ocasionalmente fármacos inotropos para mejorar la contractilidad del corazón.
Otros medicamentos ayudan a mejorar la hipertensión pulmonar, tales como la prostaciclina o sus análogos. Asimismo, se han prescrito anticoagulantes y bloqueadores de los canales de calcio para las etapas iniciales del trastorno.